# True Love (film 1989)
True Love è una commedia indipendente americana del 1989, diretta da Nancy Savoca e interpretata da Annabella Sciorra e Ron Eldard.

## Trama
Donna una tranquilla e romantica ragazza italoamericana di Brooklyn, sempre con la testa fra le nuvole, sfoggia tutte le sue arti per convincere Michael, il suo fidanzato e vecchio compagno di scuola, molto meno romantico e più incline a divertirsi con gli amici, a convolare a giuste nozze.
Le famiglie dei due ragazzi si adopereranno con fervida attività ad organizzare l'evento del matrimonio, ma quando tutto sarà pronto verranno fuori molte sorprese.